# التلفاز في المغرب
يؤدّي التلفزيون في المغرب دورا مهما في الحياة اليومية لمواطني المملكة، فحسب إحصائيات عام 2011 يُشكل التلفزيون الأرضي نسبة تُقدر بـ 20% من إجمالي مشاهدة الأسر للتلفزيون.
تُقدم شركة اتصالات المغرب خدمة آي بي تي في، هذه الخدمة تمكنت من النمو بشكل سريع في ظل تراجع «رهيب» للتلفزة الأرضية التي كانت تتكفل ببث 41 قناة بين الوطنية والأجنبية. زادت «متاعب» التلفزة الأرضية بعدما استكملت الشركة الوطنية للإذاعة والتلفزة التحول إلى البث الرقمي بحلول عام 2015.
في المغرب هناك تسع قنوات محلية تُبث بشكل مجاني على مجموعة من الأقمار أبرزها نايل سات؛ سبع قنوات من التسعة مملوكة للحكومة فيما واحدة مملوكة للقطاع الخاص والأخرى تحظى بملكية مختلطة بما في ذلك ملكية الحكومة ذاتها.
تُعد دوزيم أول قناة خاصة بدأ بثها داخل التراب المغربي وذلك عام 1989. حققت القناة بعض الشهرة في بداياتها حيث سيطرت على كل المشاهدات تقريبا لكنها عانت في العقد الثاني من القرن الحادي والعشرين بعدما دخلت الحكومة على الخط واشترت 70% من أسهمها، كما تحكمت في محتواها وما إلى ذلك. ظهرت بعد ذلك قناة ميدي 1 تيفي المملوكة للقطاع الخاص على الرغم من أن 50% من أسهمها مملوكة للقطاع العام، قبل أن تظهر سبعة قنوات تابعة للحكومة.

## قائمة القنوات
| شعار | اسم القناة     | تُعرف كذلك باسم                 | الممول                          | صيغة البث | المحتوى       | النوع  |
|      | الأولى         |                                | الشركة الوطنية للإذاعة والتلفزة | SD ،HD    | متنوع         | حكومية |
|      | دوزيم          | القناة الثانية                 | حكومة المغرب                    | SD        | متنوع         | حكومية |
|      | الثالثة        | الرياضية                       | الشركة الوطنية للإذاعة والتلفزة | SD ،HD    | رياضة         | حكومية |
|      | الرابعة        | الثقافية                       | الشركة الوطنية للإذاعة والتلفزة | SD ،HD    | ثقاقية        | حكومية |
|      | الخامسة        | المغربية الإخبارية             | الشركة الوطنية للإذاعة والتلفزة | SD ،HD    | متنوع         | حكومية |
|      | السادسة        | قناة محمد السادس للقرآن الكريم | الشركة الوطنية للإذاعة والتلفزة | SD ،HD    | دينية إسلامية | حكومية |
|      | السابعة        | قناة الأفلام                   | الشركة الوطنية للإذاعة والتلفزة | SD ،HD    | أفلام         | حكومية |
|      | الثامنة        | تامازيغت                       | الشركة الوطنية للإذاعة والتلفزة | SD ،HD    | متنوع         | حكومية |
|      | العيون الجهوية |                                | الشركة الوطنية للإذاعة والتلفزة | SD ،HD    | متنوع، جهوية  | حكومية |
|      | ميدي 1         |                                | البنك الشعبي المركزي            | SD ،HD    | إخبارية       | خاصة   |
|      | تيلي ماروك     |                                | قناة خاصة                       | SD ،HD    | متنوع         | خاصّة   |
|      | شدى            |                                | قناة خاصة                       | SD ،HD    | موسيقية       | خاصة   |